# Léon-Adolphe Amette
Léon-Adolphe Amette, född 6 september 1850 i Douville-sur-Andelle i Eure, död 29 augusti 1920 i Antony i närheten av Paris, var en fransk kardinal. Han var ärkebiskop av Paris mellan 1908 och 1920.
Amette prästvigdes 1873 och var under sexton år sekreterare åt biskopen av Évreux. År 1899 vigdes Amette till biskop av Bayeux, och 1908 utnämndes han till ärkebiskop av Paris. År 1911 upphöjde påve Pius X Amette till kardinalpräst med Santa Sabina som titelkyrka.